# Sven Nykvist
Sven Nykvist (Moheda, 3 de diciembre de 1922-Estocolmo, 20 de septiembre de 2006) fue un director de fotografía sueco particularmente conocido por su trabajo con el director Ingmar Bergman. Su trabajo se caracterizaba por sus cualidades naturalistas  y su sencillez.

## Biografía
Nació en el seno de una familia protestante de padres misioneros pertenecientes a la Svenska Misionsförbundet (Iglesia del Pacto Evangélico de Suecia). Durante los viajes que sus padres realizaban durante periodos de cuatro años al Congo, Sven y sus tres hermanos vivían y estudiaban en una casa de acogida para hijos de religiosos donde se les exigía un alto rendimiento académico.
Probablemente el primer contacto de Sven con el cine y la fotografía se debió al interés de su padre Gustav Natanael Nykvist por el medio: En una de las primeras cartas que este escribió desde el Congo a su primera esposa, habla de la creación de un pequeño laboratorio en el baño de su casa en pleno corazón de África y también de la adquisición de una cámara de cine manual que le permitiría documentar la labor de los misioneros en aquel país tan poco filmado hasta la fecha.
La tía de Sven, también interesada por la fotografía, fue la persona que le regaló su primera cámara fotográfica y puso a su disposición un laboratorio para que pudiera comenzar a experimentar también en el campo del revelado.
Cuando SvenNykvist cumplió los quince años, sus primos, gracias al interés y destreza que Sven había demostrado con la fotografía estática le regalaron su primera cámara de cine 8mm marca Keystone. Poco tiempo más tarde por falta de otra vocación y debido a sus mediocres calificaciones en el instituto, Nykvist decidió comenzar a estudiar fotografía en la escuela municipal de Estocolmo. Siendo uno de los alumnos más jóvenes de la escuela Nykvist obtuvo el número uno de la promoción y un premio extraordinario.
Debido a su gran expediente en la escuela, debido a su corta edad y a sus escasos conocimientos de fotografía cinematográfica, tuvo que esperar y luchar mucho para conseguir trabajo en una de las productoras del país. En 1941 se le presentó su primera oportunidad de ir a hacer una prueba a una de las grandes: Sandrews. Pasó con éxito la prueba para ayudante de cámara y a partir de entonces comenzó a trabajar en la productora, pero sin el apoyo de su familia que no consideraba el cine como un oficio digno, a pesar del interés de su padre por el mismo.
A partir de aquel momento Nykvist comenzó a trabajar en multitud de producciones de Sandrews como ayudante de cámara hasta que en 1945 se le ofreciera su primera posibilidad de trabajar como director de fotografía en la película Barnen Fran frostmofjallet de Rolf Husbert. Nykvist pronto demostró ser un interesante fotógrafo de películas y dirigió la fotografía en un gran número de filmes suecos de bajo presupuesto a lo largo de los años cuarenta.
A finales de la década de 1940 y principios de los años 1950, Nykvist realizó dos viajes al Congo para rodar varios documentales sobre tribus primitivas y sobre el famoso misionero y pianista Albert Schweitzer. Gracias a estos trabajos Nykvist por fin consiguió ganarse el respeto de los miembros más reaccionarios de su familia que comprendieron que el cine también podía ser un instrumento al servicio de los más desfavorecidos. En el trascurso de uno de otros viajes Nykvist sufriría por primera vez los síntomas de una enfermedad crónica que le produciría vómitos y mareos de forma súbita a menudo en medio de los rodajes.
En 1953, debido a la indisposición de Gunnar Fischer, director de fotografía habitual del director sueco más importante de todos los tiempos, Ingmar Bergman, Nykvist Nyskist tuvo la oportunidad de trabar por primera vez con él en la película Noche de circo. A partir de este momento y debido a una conexión especial que se produjo con el director, Nykvist pasó a ser uno de los integrantes del equipo técnico de Bergman al cual le gustaba trabajar siempre con un grupo fijo y reducido de personas de confianza. Gracias a la estrecha relación artística de Bergman con su equipo y particularmente a su meticulosidad en el campo de la fotografía Sven Nykvist comenzó a realizar verdaderos progresos como fotógrafo al mismo tiempo que iría poco a poco definiendo una estética que posteriormente sería la característica más destacable de sus trabajos, el realismo y la sencillez.
Durante todo este periodo inicial de su carrera cinematográfica, Sven Nykvist no solo trabajó en Suecia sino que también fotografió algunas películas destacadas en Italia y Alemania.
Gracias al éxito internacional de las películas de Bergman, tras obtener un Oscar por la fotografía de Gritos y susurros y después haber trabajado con otros importantes directores europeos de la talla de Roman Polanski, Sven Nykvist fue aceptado en la American Society of Cinematographers  (ASC) abriéndosele la posibilidad de trabajar en Estados Unidos con algunos de los directores más importantes y de conocer así los últimos avances técnicos y las posibilidades de iluminación de los grandes estudios de Hollywood en los cuales la magnitud de los medios de iluminación era muy superior a la de cualquiera de sus producciones europeas. No obstante, a pesar de los medios que ahora tenía a su alcance Sven siempre se mantuvo fiel a su estilo particular, naturalista muy austero en proyectores y por este motivo los técnicos de Hollywood observarían su forma de trabajar con escepticismo hasta comprobar que su particular método de trabajo también podía producir imágenes de gran belleza.
Sven Nykvist trabajó a lo largo de su vida con directores de la talla de John Huston, Woody Allen, Louis Malle o Andréi Tarkovski. Iluminó la cara de actores como Jack Nicholson, Sean Connery  o Mia Farrow  y obtuvo dos Oscars de la academia de Hollywood, uno Gritos y susurros (1971) y otro por Fanny y Alexander (1981). Fue merecedor también de una cátedra de fotografía en la Universidad de Arte dramático de Estocolmo, lugar donde compartió sus conocimientos y su particular idea del tratamiento de la luz con los estudiantes de fotografía. Uno de sus lemas se trataba de esa frase que según él mismo relata en su autobiografía, tanto se utilizaba en Hollywood aplicada a la actuación de los intérpretes, pero que tan poco se tenía en cuenta en otros aspectos del cine.
Sven Nykvist pasó la mayor parte del tiempo de su vida dedicado a su trabajo; aquella dedicación completa le privó de la posibilidad de tener una vida familiar estable y a pesar de que fue padre de dos hijos, sus relaciones con las mujeres fueron siempre muy inestables. Tal y como él mismo afirmaba, esta soledad a la que le condenaba el trabajo no era tal puesto que allá a donde fuera siempre había algo que le hacía compañía, la luz.

## Filmografía selecta[5]
- Noche de circo (1953, Ingmar Bergman) (Gyklarnas afton)
- El manantial de la doncella (1960, Ingmar Bergman) (Jungfrukällan)
- Como en un espejo (1961, Ingmar Bergman) (Såsom i en spegel)
- El silencio (1963, Ingmar Bergman) (Tystnaden)
- Los comulgantes (1963, Ingmar Bergman) (Nattvardsgästerna)
- Persona (1966, Ingmar Bergman)
- La hora del lobo (1968, Ingmar Bergman) (Vargtimmen)
- La vergüenza (1968, Ingmar Bergman) (Skammen)
- Pasión (1969, Ingmar Bergman) (En Passion)
- La carcoma (1971, Ingmar Bergman) (Beröringen)
- Secretos de un matrimonio (1973, Ingmar Bergman) (Scener ur ett äktenskap)
- Gritos y susurros (1973, Ingmar Bergman) (Visknigar och rop)
- La flauta mágica (1975, Ingmar Bergman) (Trollflöjten)
- El quimérico inquilino (1976, Roman Polanski) (Le Locataire)
- El huevo de la serpiente (1977, Ingmar Bergman) (Das Schlangenei)
- Sonata de otoño (1978,Ingmar Bergman) (Höstsonaten)
- De la vida de las marionetas (1980, Ingmar Bergman) (Aus dem Leben der Marionetten)
- El cartero siempre llama dos veces (1981, Bob Rafelson) (The Postman Always Rings Twice)
- Fanny y Alexander (1982, Ingmar Bergman) (Fanny och Alexander)
- Sacrificio (1986, Andrei Tarkovsky)
- Otra mujer (1988, Woody Allen) (Another woman)
- La insoportable levedad del ser (1988, Philip Kaufman) (The Unbearable Lightness of Being)
- Delitos y faltas (1989, Woody Allen) (Crimes and Misdemeanors)
- Chaplin (1992, Richard Attenborough)
- ¿A quién ama Gilbert Grape? (1993, Lasse Halström) (What's Eating Gilbert Grape)
- Algo para recordar (1993, Nora Ephron) (Sleppless in Seattle)
- Encuentros privados (1996, Liv Ullman) (Enskilda samtal)
- Celebrity (1998, Woody Allen)
- Las luces me guardan compañía (2000, Carl-Gustav Nykvist)

## Premios y distinciones
Premios Óscar
| Año  | Categoría                                       | Película                        | Resultado |
| ---- | ----------------------------------------------- | ------------------------------- | --------- |
| 1974 | Mejor fotografía                                | Gritos y susurros               | Ganador   |
| 1989 | Mejor fotografía                                | La insoportable levedad del ser | Nominado  |
| 1992 | Mejor película extranjera (de habla no inglesa) | Oxen                            | Nominado  |

Festival Internacional de Cine de Cannes
| Año  | Categoría                    | Película | Resultado |
| ---- | ---------------------------- | -------- | --------- |
| 1986 | Mejor contribución artística | Offret   | Ganador   |